# Liste der Kulturdenkmäler in Eschwege
Die folgende Liste enthält die in der Denkmaltopographie ausgewiesenen Kulturdenkmäler auf dem Gebiet  der  Stadt Eschwege, Werra-Meißner-Kreis, Hessen.
Hinweis: Die Reihenfolge der Denkmäler in dieser Liste orientiert sich zunächst an Stadtteilen und anschließend der Anschrift, alternativ ist sie auch nach der Bezeichnung, der vom Landesamt für Denkmalpflege vergebenen Nummer oder der Bauzeit sortierbar.
Kulturdenkmäler werden fortlaufend im Denkmalverzeichnis des Landes Hessen durch das Landesamt für Denkmalpflege Hessen auf Basis des Hessischen Denkmalschutzgesetzes (HDSchG) geführt. Die Schutzwürdigkeit eines Kulturdenkmals hängt nicht von der Eintragung in das Denkmalverzeichnis des Landes Hessen oder der Veröffentlichung in der Denkmaltopographie ab.

Das Vorhandensein oder Fehlen eines Objekts in dieser Liste ist keine rechtsverbindliche Auskunft darüber, ob es Kulturdenkmal ist oder nicht: Diese Liste entspricht möglicherweise nicht dem aktuellen Stand der offiziellen Denkmaltopographie. Diese ist für Hessen in den entsprechenden Bänden der Denkmaltopographie Bundesrepublik Deutschland und im Internet unter DenkXweb – Kulturdenkmäler in Hessen einsehbar. Auch diese Quellen sind, obwohl sie durch das Landesamt für Denkmalpflege Hessen aktualisiert werden, nicht immer aktuell, da es im Denkmalbestand immer wieder Änderungen gibt.
Eine verbindliche Auskunft erteilt allein das Landesamt für Denkmalpflege Hessen.
Nutze diese Kartenansicht, um Koordinaten in der Liste zu setzen. In dieser Kartenansicht sind Kulturdenkmale ohne Koordinaten mit einem roten bzw. orangen Marker dargestellt und können in der Karte gesetzt werden. Kulturdenkmale ohne Bild sind mit einem blauen bzw. roten Marker gekennzeichnet, Kulturdenkmale mit Bild mit einem grünen bzw. orangen Marker.

## Kulturdenkmäler in den Stadtteilen
Die Kulturdenkmäler der Stadtteile sind in eigenen Listen dargestellt:
- Liste der Kulturdenkmäler in Albungen
- Liste der Kulturdenkmäler in Eltmannshausen
- Liste der Kulturdenkmäler in Niddawitzhausen
- Liste der Kulturdenkmäler in Niederdünzebach
- Liste der Kulturdenkmäler in Niederhone
- Liste der Kulturdenkmäler in Oberdünzebach
- Liste der Kulturdenkmäler in Oberhone

## Kulturdenkmäler der Kernstadt

### Altstadt 1 und 2
| Bild                       | Bezeichnung                                     | Lage | Beschreibung | Bauzeit | Objekt-Nr. |
| -------------------------- | ----------------------------------------------- | --- | --- | ------- | ---------- |
| weitere Bilder             | Gesamtanlage Altstadt                           | Schlossplatz, An den Anlagen, Klosterstraße, Mauerstraße, Hinter der Mauer, Unter dem Berge; Brückenstraße, Bremer Straße, Unter dem kleinen Wehr, Am Kleinen Wehr, Mangelgasse; Vor dem Brückentor Lage | Die Gesamtanlage Altstadt umfasst die Altstadt, die Neustadt, die Vorstadt Brückenhausen auf der Werrainsel sowie den Straßenzug Vor dem Brückentor. Die Keimzelle der Stadt ist der einstige Burgberg, dessen Burg und Hof 974 erstmals erwähnt wurden. Bis zum 13. Jh. wurde eine Marktsiedlung westlich des Burgberges erbaut und erweitert. Im 13./14. Jh. wurde südlich der Altstadt auf regelmäßigem Grundriss die Neustadt bebaut. Die ehemalige Vorstadt Brückenhausen auf der Werrainsel liegt zwischen den beiden abgegangenen beiden Brückentoren, die 1538 und 1557 errichtet worden waren. Aus der Zeit vor dem Stadtbrand von 1637 sind nur wenige mittelalterliche Bauwerke erhalten. Die Vorstadt Brückenhausen blieb vor Zerstörungen durch die Kroaten im Dreißigjährigen Krieg verschont. Dort befand setzte im 18. Jh. die Industrialisierung im Leder- und Tuchgewerbe ein. |         | 39351 DDB  |
| weitere Bilder             | Gesamtanlage Grünanlagen und Wallanlagen        | An den Anlagen Lage | Der Grüngürtel im Westen der Altstadt und Neustadt geht auf die Stadtbefestigung zurück, die niedergelegt und zur Grünanlage umgestaltet wurde. |         | 39352 DDB  |
| weitere Bilder             | Gesamtanlage Humboldtstraße und Boyneburger Tor | Boynerburger Tor, Humboldtstraße 1, 6a, 8, Luisenstraße 2 Lage | Unter dem Boynerburger-Tor-Platz befinden sich Gebäudereste des 1867 abgebrochenen Boyneburger Tors, das als Zufahrt zur Neustadt genutzt worden war. Zur Gesamtanlage gehört die Randbebauung Haus Nr. 4 und 6, die an die Fachwerk-Reihenhaus-Bebauung der Luisenstraße des 19. Jh. anschließen |         | 39354 DDB  |
| weitere Bilder             | Wohnhaus                                        | Alter Steinweg 1 LageFlur: 47, Flurstück: 304/3 | Bürgerhaus, dreigeschossiger Fachwerkbau, 17. Jh |         | 39355 DDB  |
| weitere Bilder             | Wohnhaus                                        | Alter Steinweg 2 LageFlur: 48, Flurstück: 15/1 | |         | 39356 DDB  |
| weitere Bilder             | Wohnhaus                                        | Alter Steinweg 3 LageFlur: 47, Flurstück: 304/3 | |         | 39357 DDB  |
| weitere Bilder             | Wohnhaus                                        | Alter Steinweg 6 LageFlur: 48, Flurstück: 491/18 | |         | 39358 DDB  |
| weitere Bilder             | Speichergebäude                                 | Alter Steinweg 12 LageFlur: 48, Flurstück: 663/22 | |         | 39588 DDB  |
| weitere Bilder             | Wohnhaus                                        | Alter Steinweg 16 LageFlur: 48, Flurstück: 25/3 | |         | 39360 DDB  |
| weitere Bilder             | Wohnhaus                                        | Alter Steinweg 18 LageFlur: 48, Flurstück: 698/26 | |         | 39361 DDB  |
| weitere Bilder             | Wohnhaus                                        | Alter Steinweg 26 LageFlur: 48, Flurstück: 34/2 | |         | 99570 DDB  |
| weitere Bilder             | Wohnhaus                                        | Alter Steinweg 30 LageFlur: 48, Flurstück: 36/4 | |         | 39362 DDB  |
| weitere Bilder             | Wohnhaus                                        | Alter Steinweg 32 LageFlur: 48, Flurstück: 39/1 | |         | 39363 DDB  |
| weitere Bilder             | Wohnhaus                                        | Alter Steinweg 34 LageFlur: 48, Flurstück: 40/2 | |         | 39365 DDB  |
| weitere Bilder             | Wohnhaus                                        | Alter Steinweg 36 LageFlur: 48, Flurstück: 825/202 | |         | 39366 DDB  |
| weitere Bilder             | Wohnhaus                                        | Alter Steinweg 43 LageFlur: 47, Flurstück: 634/77 | |         | 39367 DDB  |
| weitere Bilder             | Wohnhaus                                        | Alter Steinweg 45 LageFlur: 47, Flurstück: 315/2 | |         | 39368 DDB  |
| weitere Bilder             | Wohnhaus                                        | Alter Steinweg 47 LageFlur: 47, Flurstück: 311/2 | |         | 39369 DDB  |
| weitere Bilder             | Wohnhaus                                        | Am Brauhaus 4 LageFlur: 50, Flurstück: 235/2 | |         | 39370 DDB  |
| weitere Bilder             | Wohnhaus                                        | Am Brauhaus 12 LageFlur: 50, Flurstück: 511/258 | |         | 39371 DDB  |
| weitere Bilder             | Wohnhaus                                        | Am Brauhaus 18 LageFlur: 50, Flurstück: 385/270 | |         | 39372 DDB  |
| weitere Bilder             | Ehemalige Mühle                                 | Am kleinen Wehr 1 LageFlur: 51, Flurstück: 205/1 | Zweigeschossiger Fachwerkbau, frühes 19. Jh. |         | 39373 DDB  |
| weitere Bilder             | Ehemalige Walkmühle                             | Am kleinen Wehr 2 LageFlur: 51, Flurstück: 207/1 | Massiver Klinkerbau, 1906 |         | 39374 DDB  |
| Schützenanlage             | Schützenanlage                                  | Am kleinen Wehr 2 LageFlur: 51, Flurstück: 207/1 | um 1900 |         |            |
| weitere Bilder             | Ehemalige Schlossmühle                          | Am Mühlgraben 1, Schloßmühle, An der Schloßmühle LageFlur: 50, 51, Flurstück: 1/5, 221/3 | 1686 errichtet auf dem Platz der 1443 erbauten Malmühle, Anbau der Turbinenanlage im 20. Jh. |         | 39375 DDB  |
| weitere Bilder             | Ehemaliges Brauereigebäude                      | Am Plan 2 LageFlur: 47, Flurstück: 326/1 | Teilweise zweigeschossiger Fachwerkbau in Ständerbauweise, 17. Jh. |         | 39378 DDB  |
| weitere Bilder             | Wohnhaus                                        | Am Plan 9 LageFlur: 47, Flurstück: 344/1 | |         | 39379 DDB  |
| weitere Bilder             | Turnhalle                                       | Am Stadtgraben 1 LageFlur: 46, Flurstück: 59/1 | |         | 39380 DDB  |
| weitere Bilder             | Germania Denkmal                                | An den Anlagen LageFlur: 52, Flurstück: 647 | nur Sockel erhalten |         | 39387 DDB  |
| weitere Bilder             | Jahn-Denkmal                                    | An den Anlagen LageFlur: 52, Flurstück: 72/3 | |         | 39386 DDB  |
| weitere Bilder             | Löwendenkmal                                    | An den Anlagen LageFlur: 52, Flurstück: 72/3 | |         | 39384 DDB  |
| weitere Bilder             | Wohnhaus                                        | An den Anlagen 7a (neu), Nikolaiplatz 22 (alt) LageFlur: 50, Flurstück: 196/1 | |         | 39381 DDB  |
| weitere Bilder             | Mehrfamilienwohnhaus                            | An den Anlagen 17a LageFlur: 50, Flurstück: 250/1 | |         | 39382 DDB  |
| weitere Bilder             | Hintergebäude                                   | Am Brauhaus 6 LageFlur: 50, Flurstück: 250/3 | |         | 39382 DDB  |
| weitere Bilder             | Mehrfamilienwohnhaus                            | An den Anlagen 23 LageFlur: 50, Flurstück: 258/2 | |         | 39383 DDB  |
| weitere Bilder             | Ehemaliges Mangelhäuschen                       | Auf dem Werdchen LageFlur: 45, Flurstück: 3/11 | |         | 39477 DDB  |
| weitere Bilder             | Ackerbürgerhaus                                 | Bei der Marktkirche 3/4 LageFlur: 49, Flurstück: 214/2 | |         | 39388 DDB  |
| weitere Bilder             | Wohnhaus                                        | Bei der Marktkirche 19 LageFlur: 49, Flurstück: 260/1 | |         | 39895 DDB  |
| weitere Bilder             | Wohnhaus                                        | Bei der Marktkirche 20 LageFlur: 49, Flurstück: 261/1 | |         | 39389 DDB  |
| weitere Bilder             | Marktkirche                                     | Bei der Marktkirche 25 LageFlur: 49, Flurstück: 206, 209 | |         | 39390 DDB  |
| weitere Bilder             | Wohnhaus                                        | Blauer Steinweg 21 LageFlur: 48, Flurstück: 370/2 | |         | 39391 DDB  |
| weitere Bilder             | Wohnhaus                                        | Breite Straße 2 LageFlur: 50, Flurstück: 324/1 | |         | 39392 DDB  |
| weitere Bilder             | Lohgerberhaus                                   | Bremer Straße 1 LageFlur: 51, Flurstück: 90/2 | Viergeschossiger Fachwerkbau, älterer zweigeschossiger barocker Kern (ca. ein Viertel der Baumasse), zwei später hinzugefügte Stockwerke mit Lohböden |         | 39393 DDB  |
| weitere Bilder             | Lagerhalle mit Lohböden                         | Bremer Straße 2 LageFlur: 51, Flurstück: 103 | Fungeschossiges traufständiges Fachwerkgebäude, um 1850 |         | 39394 DDB  |
| weitere Bilder             | Wohnhaus                                        | Bremer Straße 3 LageFlur: 51, Flurstück: 91 | Zweigeschossiges traufständiges Fachwerkgebäude mit Zwerchhaus, 18. Jh. |         | 39396 DDB  |
| weitere Bilder             | Wohnhaus                                        | Bremer Straße 5 LageFlur: 51, Flurstück: 93/1 | Zweigeschossiges traufständiges Fachwerkgebäude mit Zwerchhaus, spätes 17. Jh. |         | 39395 DDB  |
| weitere Bilder             | Wohnhaus                                        | Bremer Straße 10 LageFlur: 51, Flurstück: 114/3 | Zweigeschossiges Fachwerkhaus, 19. Jh. |         | 39397 DDB  |
| weitere Bilder             | Lagerhaus                                       | Bremer Straße 10a LageFlur: 51, Flurstück: 112/3 | Fachwerkgebäude der Lederindustrie des 18. und 19. Jh., 1930 von der Friedrich-Wilhelm-Straße transloziert, an der nördlichen Giebelwand der Schriftzug Johs. Döhle Lederfabrik gegr. 1780 |         | 39398 DDB  |
| weitere Bilder             | Lohmühle, später Mehlmühle                      | Brückenstraße 1 Lage | Ursprünglich die Lohmühle der Gebr. Döhle, um 1900 zur Mehlmühle umgebaut |         | 39399 DDB  |
| weitere Bilder             | Wohnhaus                                        | Brückenstraße 2 Lage | Mehrfamilienhaus, um 1900 errichtet |         | 39400 DDB  |
| weitere Bilder             | Wohnhaus                                        | Brückenstraße 14 LageFlur: 51, Flurstück: 136/2 | Dreigeschossiger Fachwerkbau, Erdgeschoss massiv erneuert |         | 39401 DDB  |
| weitere Bilder             | Wohnhaus                                        | Brückenstraße 16 LageFlur: 51, Flurstück: 139/2 | Dreigeschossiger Fachwerkbau mit Zwerchhaus |         | 39402 DDB  |
| weitere Bilder             | Wohnhaus                                        | Brückenstraße 17 LageFlur: 51, Flurstück: 121 | Viergeschossiger Fachwerkbau, 18. Jh., oberstes Geschoss ca. 1880 |         | 39403 DDB  |
| weitere Bilder             | Hintergebäude                                   | Brückenstraße 17 LageFlur: 51, Flurstück: 121 | Ehemaliges Lagerhaus, Mitte 19. Jh., später zum Mehrfamilienhaus umgebaut |         | 39404 DDB  |
| weitere Bilder             | Wohnhaus                                        | Brückenstraße 18 LageFlur: 51, Flurstück: 140/1 | Mehrfamilienhaus, fünfgeschossiger Fachwerkbau mit Blechbehang, große Durchfahrtsdiele, 19. Jahrhundert |         |            |
| Bild gesucht BW            | Hinterhaus                                      | Brückenstraße 18 LageFlur: 51, Flurstück: 140/1 | Zweigeschossiger Bau mit massivem Stall im Erdgeschoss; Bestandteil der Gesamtanlage |         | 39405 DDB  |
| Bild gesucht BW            | Lagergebäude                                    | Brückenstraße 18 LageFlur: 51, Flurstück: 140/1 | Dreigeschossiger Fachwerkbau mit Ladeluke; Bestandteil der Gesamtanlage |         | 39405 DDB  |
| weitere Bilder             | Wohnhaus                                        | Brückenstraße 19 LageFlur: 51, Flurstück: 120 | Dreigeschossiger traufständiger Fachwerkbau in Ecklage |         | 39407 DDB  |
| weitere Bilder             | Wohnhaus                                        | Brückenstraße 20 LageFlur: 51, Flurstück: 142/3 | Fünfgeschossiger Fachwerkbau mit großem Durchfahrtstor, ehemals als Lagerhaus der Lohgerberei Schäfer genutzt |         | 39406 DDB  |
| weitere Bilder             | Wohnhaus                                        | Brückenstraße 21 LageFlur: 51, Flurstück: 106/1 | Treppenhaus für Gebäude Nr. 23, Bauinschrift: Erneuert durch Theodor Schäfer 1912 |         | 39408 DDB  |
| weitere Bilder             | Wohn- und Geschäftshaus                         | Brückenstraße 22 LageFlur: 51, Flurstück: 239/144 | Dreigeschossiger traufständiger Fachwerkbau mit Zwerchhaus, erste Hälfte 18. Jh. |         |            |
| Bild gesucht BW            | Hinterhaus                                      | Brückenstraße 22 LageFlur: 51, Flurstück: 239/144 | Zweigeschossiger Fachwerkbau, Ende 20. Jh. zum Wohnhaus umgebaut |         | 39409 DDB  |
| weitere Bilder             | Wohnhaus                                        | Brückenstraße 23 LageFlur: 51, Flurstück: 106/1 | Viergeschossiges traufständiges Fachwerkgebäude der Lederfabrik Schäfer, frühes 19. Jh., 1907 Einbau eines großen Durchfahrttors |         | 39410 DDB  |
| weitere Bilder             | Wohnhaus                                        | Brückenstraße 24 LageFlur: 51, Flurstück: 240/145 | Dreigeschossiger Fachwerkbau mit Zwerchhaus, erste Hälfte 18. Jh. |         | 39411 DDB  |
| weitere Bilder             | Wohnhaus mit ehemaligen Lohboden                | Brückenstraße 25 LageFlur: 51, Flurstück: 107 | Viergeschossiger traufständiger Fachwerkbau, frühes 19. Jh., viertes Geschoss mit Lohböden |         |            |
| Bild gesucht BW            | Hintergebäude                                   | Brückenstraße 25 LageFlur: 51, Flurstück: 107 | Traufständig schmale Scheune mit kleinem Zwerchladegiebel, Erdgeschoss massiv erneuert |         | 39412 DDB  |
| weitere Bilder             | Wohnhaus                                        | Brückenstraße 26 LageFlur: 51, Flurstück: 146 | Dreigeschossiger traufständiger Fachwerkbau mit Zwerchhaus, erste Hälfte 18. Jh. |         | 39413 DDB  |
| weitere Bilder             | Wohnhaus                                        | Brückenstraße 27 LageFlur: 51, Flurstück: 110/1 | Viergeschossiger traufständiger Fachwerkbau mit Zwerchgiebel, spätes 18. Jh., viertes Geschoss mit Lohböden |         | 39414 DDB  |
| Bild gesucht BW            | Hintergebäude                                   | Brückenstraße 27 LageFlur: 51, Flurstück: 110/1 | Werkstattgebäude im Hof |         | 39414 DDB  |
| weitere Bilder             | Wohnhaus                                        | Brückenstraße 28 LageFlur: 51, Flurstück: 157/3 | Viergeschossiger traufständiger Fachwerkbau mit breitem Zwerchgiebel, um 1776, Einfahrtstor im Rokokostil. Die Straßenfassade wurde Anfang der 50er Jahre mit Blechschindeln verkleidet. |         | 39415 DDB  |
| Bild gesucht BW            | Hintergebäude                                   | Brückenstraße 28 LageFlur: 51, Flurstück: 157/3 | Zweigeschossiges Fachwerkgebäude mit Laubengang |         | 39415 DDB  |
| Hintergebäude              | Hintergebäude                                   | Mangelgasse LageFlur: 51, Flurstück: 157/3 | Zweigeschossiges Lagerhaus mit konstruktivem Fachwerk und mittigem Durchfahrtstor |         | 39415 DDB  |
| Bild gesucht BW            | Gartentor                                       | Brückenstraße 28 LageFlur: 51, Flurstück: 157/3 | Schmiedeeisern |         | 39415 DDB  |
| weitere Bilder             | Wohnhaus                                        | Brückenstraße 29 LageFlur: 51, Flurstück: 112/1 | Viergeschossiger traufständiger Fachwerkbau mit Zwerchgiebel, spätes 18. Jh., viertes Geschoss mit Lohböden |         | 39416 DDB  |
| weitere Bilder             | Wohnhaus                                        | Brückenstraße 30 LageFlur: 51, Flurstück: 149/1 | Viergeschossiger traufständiger Fachwerkbau, spätes 18. Jh., viertes Geschoss vermutlich ehemals Lohboden |         | 39417 DDB  |
| weitere Bilder             | Hinterhaus                                      | Brückenstraße 30 LageFlur: 51, Flurstück: 149/1 | Traufstänges Lagergebäude mit Durchfahrtstor |         | 39417 DDB  |
| Bild gesucht BW            | Hinterhaus                                      | Brückenstraße 30 LageFlur: 51, Flurstück: 149/1 | Zweigeschossiges Wohnhaus zwischen Wohngebäude an der Straße und dem Lagergebäude mit massivem Erdgeschoss und Fachwerkobergeschoss, traufständig an der nördlichen Hofseite, mit Zwerchhaus |         | 39417 DDB  |
| weitere Bilder             | Wohnhaus                                        | Brückenstraße 31 LageFlur: 51, Flurstück: 112/1 | Viergeschossiger traufständiger Fachwerkbau, spätes 18. Jh., große Dachgaube als Ladegiebel, oberste Geschoss mit Lohböden |         | 39418 DDB  |
| weitere Bilder             | Wohnhaus                                        | Brückenstraße 32 LageFlur: 51, Flurstück: 277/151 | Dreigeschossiges Fachwerksgebäude mit Kniestock und Zwerchhaus, frühes 20. Jh. |         | 39419 DDB  |
| Bild gesucht BW            | Hinterhaus                                      | Brückenstraße 32 LageFlur: 51, Flurstück: 277/151 | Viergeschossiges Lagerhaus mit Lohböden |         | 39419 DDB  |
| weitere Bilder             | Villa                                           | Brückenstraße 33/35 LageFlur: 51, Flurstück: 491/115 | Zweigeschossiger quadratischer Massivbau in neubarockem Stil, bauinschrftlich auf 1892 zu datieren. In dem „Braunen Haus“, der Eschweger NSDAP-Zentrale, befand sich ein provisorischer Luftschutzkeller. |         | 39420 DDB  |
| weitere Bilder             | Wohnhaus                                        | Brühl 4 LageFlur: 47, Flurstück: 18/2 | |         | 39421 DDB  |
| weitere Bilder             | Hofanlage mit ehemaligem Zollhaus               | Brühl 6 LageFlur: 47, Flurstück: 19/5 | |         | 39422 DDB  |
| weitere Bilder             | Arbeiterhäuschen                                | Brühl 10 LageFlur: 47, Flurstück: 563/23 | |         | 39423 DDB  |
| weitere Bilder             | Ehemaliges Lagerhaus                            | Brühl 11 LageFlur: 49, Flurstück: 265/8 | |         | 39424 DDB  |
| weitere Bilder             | Wohnhaus                                        | Brühl 24 LageFlur: 47, Flurstück: 34/1 | |         | 39425 DDB  |
| weitere Bilder             | Wohnhaus                                        | Brühl 32 LageFlur: 47, Flurstück: 105/2 | |         | 39426 DDB  |
| weitere Bilder             | Ackerbürgerhaus                                 | Brühl 41 LageFlur: 47, Flurstück: 203/1 | |         | 39427 DDB  |
| weitere Bilder             | Arbeiterhäuschen                                | Brühl 42 LageFlur: 47, Flurstück: 574/114 | |         | 39428 DDB  |
| weitere Bilder             | Ackerbürgerhaus                                 | Brühl 43 LageFlur: 47, Flurstück: 472/205 | |         | 39429 DDB  |
| weitere Bilder             | Ackerbürgerhaus                                 | Brühl 44 LageFlur: 47, Flurstück: 117 | |         | 39430 DDB  |
| weitere Bilder             | Wohnhaus                                        | Brühl 46 LageFlur: 47, Flurstück: 118/1 | |         | 39431 DDB  |
| weitere Bilder             | Wohnhaus                                        | Brühl 48 LageFlur: 47, Flurstück: 186/1 | |         | 39432 DDB  |
| weitere Bilder             | Wohnhaus                                        | Brühl 67/69 LageFlur: 47, Flurstück: 222/2 | |         | 39433 DDB  |
| weitere Bilder             | Turnhalle                                       | Dünzebacher Straße 2a LageFlur: 46, Flurstück: 35/5 | |         | 766809 DDB |
| Bild gesucht BW            | Ehemals Verwaltungsgebäude Tuchfabrik           | Dünzebacher Straße 2b LageFlur: 46, Flurstück: 34/9 | |         | 130167 DDB |
| weitere Bilder             | Wohn- und Geschäftshaus                         | Enge Gasse 14 LageFlur: 50, Flurstück: 130/1 | |         | 39434 DDB  |
| weitere Bilder             | Wohnhaus                                        | Enge Gasse 15 LageFlur: 50, Flurstück: 108 | |         | 39435 DDB  |
| weitere Bilder             | Wohnhaus                                        | Enge Gasse 16 LageFlur: 50, Flurstück: 130/1 | |         | 39436 DDB  |
| weitere Bilder             | Wohnhaus                                        | Forstgasse 8 LageFlur: 50, Flurstück: 8/1 | |         | 39437 DDB  |
| weitere Bilder             | Wohnhaus                                        | Forstgasse 13 LageFlur: 50, Flurstück: 47/2 | |         | 39438 DDB  |
| weitere Bilder             | Hinterhaus                                      | Forstgasse 13 LageFlur: 50, Flurstück: 47/2 | |         | 39439 DDB  |
| weitere Bilder             | Wohn- und Geschäftshaus                         | Forstgasse 22 LageFlur: 50, Flurstück: 167/3 | |         | 39440 DDB  |
| weitere Bilder             | Wohnhaus                                        | Friedenstraße 1 LageFlur: 50, Flurstück: 272/1 | |         | 39441 DDB  |
| weitere Bilder             | Wohnhaus                                        | Friedenstraße 5 LageFlur: 50, Flurstück: 274/1 | |         | 39443 DDB  |
| weitere Bilder             | Wohnhaus                                        | Friedenstraße 7 LageFlur: 50, Flurstück: 276/1 | |         | 39444 DDB  |
| weitere Bilder             | Wohnhaus                                        | Gebrüderstraße 1 LageFlur: 48, Flurstück: 127/1 | |         | 39445 DDB  |
| weitere Bilder             | Wohnhaus                                        | Gebrüderstraße 3 LageFlur: 48, Flurstück: 123/2 | |         | 39446 DDB  |
| weitere Bilder             | Wohnhaus                                        | Gebrüderstraße 5/7 LageFlur: 48, Flurstück: 122/1 | |         | 39447 DDB  |
| weitere Bilder             | Wohnhaus                                        | Gebrüderstraße 8 LageFlur: 48, Flurstück: 136/2 | |         | 39448 DDB  |
| weitere Bilder             | Wohnhaus                                        | Gebrüderstraße 10 LageFlur: 48, Flurstück: 136/2 | |         | 39449 DDB  |
| Wohnhaus                   | Wohnhaus                                        | Grüner Weg 15 LageFlur: 47, Flurstück: 402/3 | |         | 39450 DDB  |
| Gewölbekeller              | Gewölbekeller                                   | Herrengasse 10 LageFlur: 50, Flurstück: 102/1 | |         | 874401 DDB |
| weitere Bilder             | Hospitalkapelle                                 | Hospitalplatz LageFlur: 48, Flurstück: 144/1 | |         | 39452 DDB  |
| weitere Bilder             | Wohnhaus                                        | Hospitalplatz 6 LageFlur: 50, Flurstück: 313 | |         | 39453 DDB  |
| weitere Bilder             | Wohnhaus                                        | Hospitalplatz 8 LageFlur: 50, Flurstück: 314 | |         | 39454 DDB  |
| weitere Bilder             | Scheune                                         | Hospitalplatz 14 LageFlur: 50, Flurstück: 319/1 | |         | 39455 DDB  |
| weitere Bilder             | Wohnhaus                                        | Hospitalplatz 16 LageFlur: 50, Flurstück: 221/1 | |         | 39456 DDB  |
| Wohnhaus                   | Wohnhaus                                        | Hospitalstraße 2 LageFlur: 43, Flurstück: 179/1 | |         | 39457 DDB  |
| Ackerbürgerhaus & Kemenate | Ackerbürgerhaus & Kemenate                      | Hospitalstraße 7 LageFlur: 48, Flurstück: 100/4 | |         | 39459 DDB  |
| Wohnhaus                   | Wohnhaus                                        | Hospitalstraße 9a LageFlur: 48, Flurstück: 95 | |         | 39460 DDB  |
| weitere Bilder             | Alexander-von-Humboldt-Schule                   | Humboldtstraße 1 LageFlur: 52, Flurstück: 77/6 | |         | 39461 DDB  |
| weitere Bilder             | Wohnhaus                                        | Humboldtstraße 4 LageFlur: 52, Flurstück: 885/87 | |         | 39462 DDB  |
| weitere Bilder             | Wohnhaus                                        | Humboldtstraße 6a LageFlur: 52, Flurstück: 87/6 | |         | 39463 DDB  |
| Wohnhaus                   | Wohnhaus                                        | Kleine Hospitalstraße 1 LageFlur: 48, Flurstück: 134 | |         | 39464 DDB  |
| Gewölbe-Keller             | Gewölbe-Keller                                  | Klosterstraße 1 LageFlur: 48, Flurstück: 147/6 | |         | 39458 DDB  |
| weitere Bilder             | Ehemaliges Klostergebäude                       | Klosterstraße 1 LageFlur: 48, Flurstück: 147/6 | |         | 39465 DDB  |
| weitere Bilder             | Wohnhaus                                        | Mangelgasse 6 LageFlur: 51, Flurstück: 193 | |         | 39468 DDB  |
| weitere Bilder             | Wohnhaus                                        | Mangelgasse 10, Werra LageFlur: 51, Flurstück: 191/1 | |         | 39469 DDB  |
| weitere Bilder             | Portal                                          | Mangelgasse 15 LageFlur: 51, Flurstück: 46/7 | |         | 39474 DDB  |
| weitere Bilder             | Wohnhaus                                        | Mangelgasse 16 LageFlur: 51, Flurstück: 185/1 | |         | 39474 DDB  |
| weitere Bilder             | Doppelhaushälfte                                | Mangelgasse 18 LageFlur: 51, Flurstück: 184 | |         | 39471 DDB  |
| weitere Bilder             | Ehemaliges Elektrizitätswerk                    | Mangelgasse 19 LageFlur: 51, Flurstück: 46/8 | |         | 39472 DDB  |
| weitere Bilder             | Doppelhaushälfte                                | Mangelgasse 20 LageFlur: 51, Flurstück: 183 | |         | 39473 DDB  |
| weitere Bilder             |                                                 | Mangelgasse 22 LageFlur: 51, Flurstück: 182/1 | |         | 39476 DDB  |
| weitere Bilder             | Wohnhaus                                        | Mangelgasse 32 Lage | |         | 39475 DDB  |
| Bürgerhaus                 | Bürgerhaus                                      | Marktplatz 1 LageFlur: 49, Flurstück: 184/1 | |         | 39478 DDB  |
| weitere Bilder             | Stadthaus II, sogenanntes Altes Rathaus         | Marktplatz 2 LageFlur: 50, Flurstück: 1/2 | |         | 39480 DDB  |
| weitere Bilder             | Wohnhaus                                        | Marktplatz 3 LageFlur: 49, Flurstück: 183 | |         | 39479 DDB  |
| weitere Bilder             | Wohnhaus                                        | Marktplatz 4 LageFlur: 49, Flurstück: 302 | |         | 39481 DDB  |
| weitere Bilder             | Wohnhaus                                        | Marktplatz 5 LageFlur: 49, Flurstück: 182 | |         | 39483 DDB  |
| weitere Bilder             | Wohnhaus                                        | Marktplatz 6 LageFlur: 49, Flurstück: 301/1 | |         | 39482 DDB  |
| weitere Bilder             | Wohnhaus                                        | Marktplatz 8 LageFlur: 49, Flurstück: 300 | |         | 39484 DDB  |
| weitere Bilder             | Wohnhaus                                        | Marktplatz 9 LageFlur: 49, Flurstück: 185 | |         | 39485 DDB  |
| weitere Bilder             | Wohnhaus                                        | Marktplatz 10 LageFlur: 49, Flurstück: 299 | |         | 39486 DDB  |
| weitere Bilder             | Wohnhaus                                        | Marktplatz 11 LageFlur: 49, Flurstück: 186/1 | |         | 39488 DDB  |
| Wohnhaus                   | Wohnhaus                                        | Marktplatz 12 LageFlur: 49, Flurstück: 298/1 | |         | 39487 DDB  |
| weitere Bilder             | Ackerbürgerhaus                                 | Marktplatz 13 LageFlur: 49, Flurstück: 188/8 | |         | 39489 DDB  |
| Bild gesucht BW            | Hinterhaus                                      | Marktplatz 13 LageFlur: 49, Flurstück: 188/4 | |         | 39489 DDB  |
| weitere Bilder             | Wohnhaus                                        | Marktplatz 14 LageFlur: 49, Flurstück: 295/3 | |         | 39491 DDB  |
| weitere Bilder             | Wohnhaus                                        | Marktplatz 15 LageFlur: 49, Flurstück: 191/4 | |         | 39489 DDB  |
| weitere Bilder             | Wohnhaus                                        | Marktplatz 16 LageFlur: 49, Flurstück: 295/3 | |         | 39493 DDB  |
| weitere Bilder             | Wohnhaus                                        | Marktplatz 18 LageFlur: 49, Flurstück: 294/2 | |         | 39494 DDB  |
| weitere Bilder             | Wohnhaus                                        | Marktplatz 19 LageFlur: 49, Flurstück: 197/2 | |         | 39495 DDB  |
| weitere Bilder             | Wohnhaus                                        | Marktplatz 20 LageFlur: 47, Flurstück: 3/4 | |         | 39496 DDB  |
| weitere Bilder             | Wohnhaus                                        | Marktplatz 21 LageFlur: 49, Flurstück: 198/1 | |         | 39497 DDB  |
| weitere Bilder             | Wohnhaus                                        | Marktplatz 22 LageFlur: 47, Flurstück: 3/4 | |         | 39498 DDB  |
| weitere Bilder             | Wohnhaus                                        | Marktplatz 23 LageFlur: 47, Flurstück: 199/2 | |         | 39500 DDB  |
| weitere Bilder             | Wohnhaus                                        | Marktplatz 24 LageFlur: 47, Flurstück: 5/1 | |         | 39499 DDB  |
| weitere Bilder             | Wohnhaus                                        | Marktplatz 28 LageFlur: 47, Flurstück: 9/1 | |         | 39501 DDB  |
| weitere Bilder             | Wohnhaus                                        | Marktplatz 30 LageFlur: 47, Flurstück: 11/3 | |         | 39502 DDB  |
| weitere Bilder             | Wohnhaus                                        | Marktplatz 32 LageFlur: 47, Flurstück: 13/1 | |         | 39503 DDB  |
| weitere Bilder             | Wohnhaus                                        | Marktstraße 2 LageFlur: 50, Flurstück: 299 | |         | 39504 DDB  |
| weitere Bilder             | Wohnhaus                                        | Marktstraße 4 LageFlur: 50, Flurstück: 300/3 | |         | 39505 DDB  |
| weitere Bilder             | Wohnhaus                                        | Marktstraße 6 LageFlur: 50, Flurstück: 301/1 | |         | 39506 DDB  |
| weitere Bilder             | Wohnhaus                                        | Marktstraße 14 LageFlur: 40, Flurstück: 306/1 | |         | 39507 DDB  |
| weitere Bilder             | Doppelwohnhaus                                  | Marktstraße 15/17 LageFlur: 50, Flurstück: 148 | |         | 39508 DDB  |
| weitere Bilder             | Wohnhaus                                        | Marktstraße 16 LageFlur: 50, Flurstück: 307/1 | |         | 39509 DDB  |
| weitere Bilder             | Wohnhaus                                        | Marktstraße 18 LageFlur: 50, Flurstück: 568/308 | |         | 39510 DDB  |
| weitere Bilder             | Wohnhaus                                        | Marktstraße 26 LageFlur: 48, Flurstück: 128/1 | |         | 39511 DDB  |
| weitere Bilder             | Wohnhaus                                        | Marktstraße 28 LageFlur: 48, Flurstück: 126 | |         | 39512 DDB  |
| weitere Bilder             | Wohnhaus                                        | Marktstraße 30 LageFlur: 48, Flurstück: 125/1 | |         | 39513 DDB  |
| weitere Bilder             | Wohnhaus                                        | Marktstraße 31 LageFlur: 50, Flurstück: 144/4 | |         | 39515 DDB  |
| weitere Bilder             | Wohnhaus                                        | Marktstraße 32 LageFlur: 48, Flurstück: 124/1 | |         | 39514 DDB  |
| weitere Bilder             | Zwei Bürgerhäuser                               | Marktstraße 33 LageFlur: 50, Flurstück: 144/5 | |         | 39516 DDB  |
| weitere Bilder             | Wohnhaus                                        | Marktstraße 34 LageFlur: 48, Flurstück: 8 | |         | 39517 DDB  |
| weitere Bilder             | Stadthaus V                                     | Marktstraße 37 LageFlur: 48, Flurstück: 1/2 | |         | 39518 DDB  |
| weitere Bilder             | Stadthaus III                                   | Marktstraße 39 LageFlur: 48, Flurstück: 1/2 | |         | 39519 DDB  |
| weitere Bilder             | Wohnhaus                                        | Marktstraße 44 LageFlur: 48, Flurstück: 15/1 | |         | 39520 DDB  |
| weitere Bilder             | Dünzebacher Torturm                             | Mauerstraße LageFlur: 45, Flurstück: 396/1 | |         | 766808 DDB |
| weitere Bilder             | Evangelischer Kindergarten                      | Mauerstraße 46a LageFlur: 46, Flurstück: 23/6 | |         | 39521 DDB  |
| weitere Bilder             | Wohnhaus                                        | Netergasse 5 LageFlur: 47, Flurstück: 145/1 | |         | 39522 DDB  |
| weitere Bilder             | Wohnhaus                                        | Netergasse 7 LageFlur: 47, Flurstück: 143/1 | |         | 39523 DDB  |
| weitere Bilder             | Wohnhaus                                        | Netergasse 19 LageFlur: 47, Flurstück: 137/4 | |         | 39524 DDB  |
| weitere Bilder             | Wohnhaus                                        | Netergasse 27/29 LageFlur: 47, Flurstück: 129/1, 128 | |         | 39525 DDB  |
| weitere Bilder             | Wohnhaus                                        | Netergasse 28 LageFlur: 47, Flurstück: 171/1 | |         | 39527 DDB  |
| weitere Bilder             | Wohnhaus                                        | Netergasse 30 LageFlur: 47, Flurstück: 173/1 | |         | 39528 DDB  |
| weitere Bilder             | Wohnhaus                                        | Netergasse 32 LageFlur: 47, Flurstück: 174/1 | |         | 39526 DDB  |
| weitere Bilder             | Wohnhaus                                        | Netergasse 34 LageFlur: 47, Flurstück: 177/1 | |         | 39529 DDB  |
| weitere Bilder             | Wohnhaus                                        | Neuer Steinweg 9 LageFlur: 50, Flurstück: 85/2 | |         | 39530 DDB  |
| weitere Bilder             | Ackerbürgerhaus                                 | Neustadt 9 LageFlur: 47, Flurstück: 387/2 | |         | 39531 DDB  |
| weitere Bilder             | Ehemalige Schmiede                              | Neustadt 15 LageFlur: 47, Flurstück: 383/2 | |         | 39532 DDB  |
| weitere Bilder             | Wohnhaus                                        | Neustadt 20 LageFlur: 47, Flurstück: 251/1 | |         | 39532 DDB  |
| weitere Bilder             | Wohnhaus                                        | Neustadt 48/50 LageFlur: 47, Flurstück: 292/1, 289/1 | |         | 39534 DDB  |
| weitere Bilder             | Ernhaus                                         | Neustadt 51 LageFlur: 48, Flurstück: 322/1 | |         | 39535 DDB  |
| weitere Bilder             | Wohnhaus                                        | Neustadt 60 LageFlur: 47, Flurstück: 301/2 | |         | 39536 DDB  |
| weitere Bilder             | Wohnhaus                                        | Neustadt 88 LageFlur: 48, Flurstück: 416/238 | |         | 39537 DDB  |
| weitere Bilder             | Wohnhaus                                        | Neustadt 90 LageFlur: 48, Flurstück: 416/238 | |         | 39538 DDB  |
| weitere Bilder             | Wohnhaus                                        | Neustadt 92 LageFlur: 48, Flurstück: 239/2 | |         | 39539 DDB  |
| weitere Bilder             | Wohnhaus                                        | Neustadt 102 LageFlur: 48, Flurstück: 253/1 | |         | 39540 DDB  |
| weitere Bilder             | Wohnhaus                                        | Neustadt 126 LageFlur: 48, Flurstück: 288/2 | |         | 39541 DDB  |
| Blauer Stein               | Blauer Stein                                    | Neustädter Kirchplatz LageFlur: 48, Flurstück: 328 | Einst stand der handbearbeitete Basaltblock an anderer Stelle in der Eschweger Neustadt. Der Kultstein war bis zur zweiten Hälfte des 14. Jahrhunderts die Stätte der Blutgerichtsbarkeit, bis diese auf dem „Alten Gericht“ am Langenhainer Weg und später „Am Galgen“ auf der Reichensächser Höhe abgehalten wurde. Der Stein ist wegen seiner Bedeutung für das spätmittelalterliche Blutgericht aus geschichtlichen und wissenschaftlichen Gründen ein geschütztes Flurdenkmal. |         | 39970 DDB  |
| weitere Bilder             | Neustädter Kirche                               | Neustädter Kirchplatz 7 LageFlur: 48, Flurstück: 328 | |         | 39542 DDB  |
| weitere Bilder             | Wohnhaus                                        | Neustädter Kirchplatz 9 LageFlur: 48, Flurstück: 334/1 | |         | 39543 DDB  |
| weitere Bilder             | Ackerbürgerhaus                                 | Neustädter Kirchplatz 10 LageFlur: 48, Flurstück: 332/1 | |         | 39544 DDB  |
| weitere Bilder             | Altes Pfarrhaus                                 | Neustädter Kirchplatz 11 LageFlur: 48, Flurstück: 343/2 | |         | 39545 DDB  |
| weitere Bilder             | Ehemalige Schmiede                              | Neustädter Kirchplatz 13 LageFlur: 48, Flurstück: 842/323 | |         | 39547 DDB  |
| weitere Bilder             | Nikolaiturm                                     | Nikolaiplatz LageFlur: 50, Flurstück: 218/3 | |         | 39550 DDB  |
| weitere Bilder             | Wohnhaus                                        | Nikolaiplatz 3 LageFlur: 50, Flurstück: 240 | |         | 39547 DDB  |
| weitere Bilder             | Wohnhaus                                        | Nikolaiplatz 6 LageFlur: 50, Flurstück: 208/2 | |         | 39548 DDB  |
| weitere Bilder             | Wohnhaus                                        | Nikolaiplatz 18 LageFlur: 50, Flurstück: 199/1 | |         | 39549 DDB  |
| weitere Bilder             | Wohnhaus                                        | Obermarkt 1 LageFlur: 48, Flurstück: 134 | |         | 39551 DDB  |
| weitere Bilder             | Wohnhaus                                        | Obermarkt 4 LageFlur: 50, Flurstück: 107/1 | |         | 39552 DDB  |
| weitere Bilder             | Wohnhaus                                        | Obermarkt 6 LageFlur: 50, Flurstück: 108 | |         | 39553 DDB  |
| weitere Bilder             | Wohnhaus                                        | Obermarkt 8 LageFlur: 50, Flurstück: 651/137 | |         | 39554 DDB  |
| weitere Bilder             | Wohnhaus                                        | Obermarkt 9 LageFlur: 49, Flurstück: 143/2 | |         | 39556 DDB  |
| weitere Bilder             | Wohnhaus                                        | Obermarkt 10 LageFlur: 50, Flurstück: 652/137 | |         | 39555 DDB  |
| weitere Bilder             | Wohnhaus                                        | Obermarkt 12 LageFlur: 50, Flurstück: 138/1 | |         | 39557 DDB  |
| weitere Bilder             | Wohnhaus                                        | Obermarkt 16 LageFlur: 50, Flurstück: 140/6 | |         | 39558 DDB  |
| weitere Bilder             | Wohnhaus                                        | Obermarkt 18 LageFlur: 50, Flurstück: 142/2 | |         | 39559 DDB  |
| weitere Bilder             | Doppelhaushälfte                                | Obermarkt 19 LageFlur: 49, Flurstück: 151/2 | |         | 39560 DDB  |
| weitere Bilder             | Doppelhaushälfte                                | Obermarkt 21 LageFlur: 49, Flurstück: 151/2 | |         | 39561 DDB  |
| weitere Bilder             | Stadthaus I                                     | Obermarkt 22 LageFlur: 48, Flurstück: 1/2 | |         | 39562 DDB  |
| weitere Bilder             | Stadthaus IV                                    | Obermarkt 24, Marktstraße 37 LageFlur: 48, Flurstück: 1/2 | |         | 39563 DDB  |
| weitere Bilder             | Mauer                                           | Otti-Werner-Straße LageFlur: 49, Flurstück: 188/5 | Sandsteinmauer um das ehemalige Keudellsche Burghaus |         | 39564 DDB  |
| weitere Bilder             | Wohnhaus                                        | Pommertor 2 LageFlur: 49, Flurstück: 236 | |         | 39565 DDB  |
| weitere Bilder             | Wohnhaus                                        | Pommertor 3 LageFlur: 49, Flurstück: 413/235 | |         | 39566 DDB  |
| weitere Bilder             | Wohnhaus                                        | Schildgasse 3 LageFlur: 50, Flurstück: 8/2 | |         | 39568 DDB  |
| weitere Bilder             | Lagerhaus oder Stapelhaus                       | Schildgasse 9, Schildgasse 11 (ehemals Mühlgraben) LageFlur: 50, Flurstück: 17/2 | Fünfgeschossiger traufständiger Fachwerkbau mit mittigem Zwerchhaus, ca. 1840–1850 |         | 39377 DDB  |
| weitere Bilder             | Stapelhaus oder Lagerhaus                       | Schildgasse 9 LageFlur: 50, Flurstück: 17/2 | Fünfgeschossiger traufständiger Fachwerkbau mit mittigem Zwerchhaus, ca. 1840–1850 |         | 39376 DDB  |
| weitere Bilder             | Wohnhaus                                        | Schildgasse 9 LageFlur: 50, Flurstück: 11/1 | |         | 39569 DDB  |
| weitere Bilder             | Schleusenhäuschen mit Stauanlage                | Schleuse 1 LageFlur: 51, Flurstück: 218, 222/1, 222/2 | |         | 39584 DDB  |
| weitere Bilder             | Ehemaliges Landgrafenschloss                    | Schlossplatz 1, Schloßplatz, Schloßgarten, Altes Schloß LageFlur: 50, 52, Flurstück: 2/2, 1/16, 1/21 | |         | 39570 DDB  |
| Ehemalige Jüdische Schule  | Ehemalige Jüdische Schule                       | Schulstraße 3 LageFlur: 49, Flurstück: 159/1 | |         | 39571 DDB  |
| weitere Bilder             | Cyriakusturm-Klausturm                          | Sophienplatz 1 LageFlur: 49, Flurstück: 116/2 | |         | 39607 DDB  |
| weitere Bilder             | Pestalozzischule                                | Sophienplatz 3 LageFlur: 49, Flurstück: 113/4 | |         | 39608 DDB  |
| weitere Bilder             | Ehemaliges Hochzeitshaus                        | Sophienplatz 3 LageFlur: 49, Flurstück: 113/6 | |         | 39605 DDB  |
| weitere Bilder             | Hangbefestigung                                 | Sophienplatz 3 Lage | |         | 39612 DDB  |
| weitere Bilder             | Wohnhaus                                        | Sperlingsgasse 7 LageFlur: 50, Flurstück: 238 | |         | 39572 DDB  |
| weitere Bilder             | Wohnhaus                                        | Stad 1/3 LageFlur: 50, Flurstück: 229/1 | |         | 39573 DDB  |
| weitere Bilder             | Wohnhaus                                        | Stad 9 LageFlur: 50, Flurstück: 224/1 | |         | 39575 DDB  |
| weitere Bilder             | Wohnhaus                                        | Stad 11 LageFlur: 50, Flurstück: 162/2 | |         | 39577 DDB  |
| weitere Bilder             | Wohnhaus                                        | Stad 13 LageFlur: 50, Flurstück: 162/2 | |         | 39576 DDB  |
| weitere Bilder             | Wohnhaus                                        | Stad 14 LageFlur: 50, Flurstück: 160 | |         | 39574 DDB  |
| weitere Bilder             | Wohnhaus                                        | Stad 19 LageFlur: 50, Flurstück: 55/1 | |         | 39578 DDB  |
| weitere Bilder             | Wohnhaus, ehemals Germerothsches Haus           | Stad 28 LageFlur: 50, Flurstück: 68/1 | |         | 39579 DDB  |
| weitere Bilder             | Wohnhaus                                        | Stad 30 LageFlur: 50, Flurstück: 69/1 | |         | 39580 DDB  |
| weitere Bilder             | Wohnhaus                                        | Stad 35 LageFlur: 50, Flurstück: 18/1 | |         | 39581 DDB  |
| weitere Bilder             | Sogenanntes Raiffeisenhaus                      | Stad 44 LageFlur: 50, Flurstück: 79/2 | |         | 39582 DDB  |
| weitere Bilder             | Wohnhaus                                        | Stad 47 LageFlur: 50, Flurstück: 15/1 | |         | 39583 DDB  |
| weitere Bilder             | Wohnhaus                                        | Töpfergasse 6 LageFlur: 48, Flurstück: 66 | |         | 39585 DDB  |
| weitere Bilder             | Wohnhaus                                        | Töpfergasse 7 LageFlur: 48, Flurstück: 67 | |         | 39586 DDB  |
| weitere Bilder             | Wohnhaus                                        | Töpfergasse 8 LageFlur: 48, Flurstück: 60 | |         | 39587 DDB  |
| weitere Bilder             | Wohnhaus                                        | Töpfergasse 14 LageFlur: 48, Flurstück: 71/3 | |         | 39589 DDB  |
| weitere Bilder             | Wohnhaus                                        | Töpfergasse 16 LageFlur: 48, Flurstück: 628/73 | |         | 39590 DDB  |
| weitere Bilder             | Wohnhaus                                        | Töpfergasse 17 LageFlur: 48, Flurstück: 51/2 | |         | 39591 DDB  |
| weitere Bilder             | Wohnhaus                                        | Töpfergasse 20 LageFlur: 48, Flurstück: 802/77 | |         | 39592 DDB  |
| weitere Bilder             | Wohnhaus                                        | Töpfergasse 21 LageFlur: 48, Flurstück: 200/3 | |         | 39593 DDB  |
| weitere Bilder             | Wohnhaus                                        | Töpfergasse 30 LageFlur: 48, Flurstück: 84 | |         | 39594 DDB  |
| weitere Bilder             | Wohnhaus                                        | Töpfergasse 36 LageFlur: 48, Flurstück: 231/1 | |         | 39596 DDB  |
| weitere Bilder             | Wohnhaus                                        | Töpfergasse 38 LageFlur: 48, Flurstück: 283 | |         | 39596 DDB  |
| weitere Bilder             | Wohnhaus                                        | Unter dem Berge 36 LageFlur: 49, Flurstück: 60/4 | |         | 39597 DDB  |
| weitere Bilder             | Wohnhaus                                        | Unter dem Berge 38 LageFlur: 49, Flurstück: 63/4 | |         | 39598 DDB  |
| weitere Bilder             | Wohnhaus                                        | Unter dem Berge 40 LageFlur: 49, Flurstück: 64/2 | |         | 39599 DDB  |
| weitere Bilder             | Wohnhaus                                        | Unter dem Berge 44 LageFlur: 49, Flurstück: 71/1 | |         | 39600 DDB  |
| weitere Bilder             | Wohnhaus                                        | Unter dem Berge 46 LageFlur: 49, Flurstück: 72/1 | |         | 39601 DDB  |
| weitere Bilder             | Wohnhaus                                        | Unter dem Berge 76 LageFlur: 49, Flurstück: 237/2 | |         | 39602 DDB  |
| weitere Bilder             | Pumpstation-Schabe                              | Unter dem kleinen Wehr 2 LageFlur: 51, Flurstück: 340/88 | Sandsteinquaderbau, 1865 |         | 766945 DDB |
| weitere Bilder             | Brüder-Grimm-Schule                             | Vor dem Berge 1 LageFlur: 49, Flurstück: 113/4 | |         | 39604 DDB  |
| weitere Bilder             | Ehemalige Synagoge                              | Vor dem Berge 4 LageFlur: 49, Flurstück: 124/1 | |         | 39606 DDB  |
| weitere Bilder             | Wohnhaus                                        | Vor dem Berge 12 LageFlur: 49, Flurstück: 484/178 | |         | 39609 DDB  |
| weitere Bilder             | Wohnhaus                                        | Vor dem Berge 14 LageFlur: 49, Flurstück: 190/1 | |         | 39610 DDB  |
| weitere Bilder             | Wohnhaus                                        | Vor dem Berge 14a LageFlur: 49, Flurstück: 191/2 | |         | 39611 DDB  |
| weitere Bilder             | Villa                                           | Vor dem Brückentor 1 LageFlur: 56, Flurstück: 77/13 | |         | 39613 DDB  |
| weitere Bilder             | Heiliggeist-Kapelle                             | Vor dem Brückentor 4 LageFlur: 56, Flurstück: 74/2 | |         | 39614 DDB  |
| weitere Bilder             | Ehemaliges Siechenhaus                          | Vor dem Brückentor 4a LageFlur: 56, Flurstück: 74/1 | |         | 39615 DDB  |
| weitere Bilder             | Ehemalige Leim- und Lederfabrik                 | Vor dem Brückentor 6 LageFlur: 56, Flurstück: 33/2 | |         | 39616 DDB  |
| Wohnhaus                   | Wohnhaus                                        | Wallgasse 1 LageFlur: 48, Flurstück: 202/1 | |         | 39617 DDB  |
| weitere Bilder             | Scheune                                         | Wallgasse LageFlur: 48, Flurstück: 179/1 | |         | 39618 DDB  |
| weitere Bilder             | Ehemalige Hofanlage                             | Wendische Mark 1 LageFlur: 50, Flurstück: 648/329 | |         | 39619 DDB  |
| weitere Bilder             | Ackerbürgerhaus                                 | Wendische Mark 5 LageFlur: 50, Flurstück: 332/5 | |         | 39620 DDB  |
| weitere Bilder             | Ackerbürgerhaus                                 | Wendische Mark 7 LageFlur: 50, Flurstück: 332/5 | |         | 39621 DDB  |
| weitere Bilder             | Ehemaliges Gefängnis                            | Werragasse 1 LageFlur: 49, Flurstück: 103/3 | |         | 39622 DDB  |

### Östlicher Stadtkern 3
| Bild                                                  | Bezeichnung                                           | Lage                                               | Beschreibung | Bauzeit | Objekt-Nr. |
| ----------------------------------------------------- | ----------------------------------------------------- | -------------------------------------------------- | --- | ------- | ---------- |
| weitere Bilder                                        | Östlicher Stadtkern 3 Gesamtanlage Leuchtbergstraße   | Dünzebacher Straße 1, Leuchtbergstraße 6, 8 Lage   | Gesamtanlagenteilbereich: Doppelwohnhaus (Dünzebacher Straße 1/Leuchtbergstraße 6) und Wohnhaus Nr. 8                                                            |         | 39637 DDB  |
| Östlicher Stadtkern 3 Gesamtanlage Leuchtbergstraße   | Östlicher Stadtkern 3 Gesamtanlage Leuchtbergstraße   | Leuchtbergstraße 7 – 13 Lage                       | Gesamtanlageteilbereich, bestehend aus 4 Fachwerk-Reihenhäusern Nr. 7 – 13                                                                                       |         | 39638 DDB  |
| Wohnhaus                                              | Wohnhaus                                              | Cyriakusstraße 2 LageFlur: 40, Flurstück: 13/5     | |         | 39639 DDB  |
| Wohnhaus                                              | Wohnhaus                                              | Dünzebacher Straße 18 LageFlur: 37, Flurstück: 8/5 | |         | 39641 DDB  |
| Ehemalige Leuchtbergschule, jetzt Brüder-Grimm-Schule | Ehemalige Leuchtbergschule, jetzt Brüder-Grimm-Schule | Dünzebacher Straße 21 Lage                         | |         | 39648 DDB  |
| Villa                                                 | Villa                                                 | Leuchtbergstraße 10 LageFlur: 40, Flurstück: 8/4   | |         | 39642 DDB  |
| ehemaliges Internat                                   | ehemaliges Internat                                   | Leuchtbergstraße 10b LageFlur: 40, Flurstück: 16/6 | |         | 39643 DDB  |
| Villa                                                 | Villa                                                 | Leuchtbergstraße 14 LageFlur: 40, Flurstück: 24/6  | |         | 39644 DDB  |
| weitere Bilder                                        | Sachgesamtheit                                        | Leuchtbergstraße 16 LageFlur: 40, Flurstück: 30/5  | Sachgesamtheit bestehend aus dem dreigeschossigen villenähnlichem Wohnhaus, dem Fabrikteil der Buchdruckerei W. Haubold und das Gartenhaus an der Cyriakusstraße |         | 39645 DDB  |
| Gartenhaus und Garten                                 | Gartenhaus und Garten                                 | Neißestraße 9 LageFlur: 37, Flurstück: 1/1         | |         | 39646 DDB  |
| Wohnhaus                                              | Wohnhaus                                              | Pfaffenweg 7 LageFlur: 39, Flurstück: 7/2          | |         | 39647 DDB  |

### Südlicher Stadtkern 4
| Bild | Bezeichnung | Lage                                   | Beschreibung                                                                                                 | Bauzeit | Objekt-Nr. |
| --- | --- | -------------------------------------- | --- | ------- | ---------- |
| Südlicher Stadtkern 4 Gesamtanlage Boyneburger Straße | Südlicher Stadtkern 4 Gesamtanlage Boyneburger Straße | Boyneburger Straße 9/11 und 13/15 Lage | Gesamtanlageteilbereich: Zwei Doppelwohnhäuser an der östlichen Straßenseite mit den Haus Nr. 9/11 und 13/15 |         | 39649 DDB  |
| Südlicher Stadtkern 4 Gesamtanlage GA ehem. Hindenburg-Kaserne | Südlicher Stadtkern 4 Gesamtanlage GA ehem. Hindenburg-Kaserne | Lage                                   | |         | 955668 DDB |
| Südlicher Stadtkern 4 Gesamtanlage Gartenstraße: Südliche Randbebauung von Haus Nr. 4 – 12 und nördliche Randbebauung von Haus Nr. 1 – 17, einschließlich 'Botanischer Garten' | Südlicher Stadtkern 4 Gesamtanlage Gartenstraße: Südliche Randbebauung von Haus Nr. 4 – 12 und nördliche Randbebauung von Haus Nr. 1 – 17, einschließlich 'Botanischer Garten' | Lage                                   | |         | 39651 DDB  |
| Südlicher Stadtkern 4 Gesamtanlage Boyneburger Straße: Grünanlage, Haus Nr. 1, 3-5 a und 4-6                                                                                   | Südlicher Stadtkern 4 Gesamtanlage Boyneburger Straße: Grünanlage, Haus Nr. 1, 3-5 a und 4-6                                                                                   | Lage                                   | |         | 39650 DDB  |
| Kopfbau der Reihenhäuser Langemarckstraße | Kopfbau der Reihenhäuser Langemarckstraße | Gartenstraße 14 Lage                   | |         | 39652 DDB  |
| Kopfbau der Reihenhäuser Langemarckstraße | Kopfbau der Reihenhäuser Langemarckstraße | Hubertusstraße 1 Lage                  | |         | 39653 DDB  |
| Reihenhäuser Langemarckstraße | Reihenhäuser Langemarckstraße | Langemarckstraße 2–12 Lage             | |         | 39655 DDB  |

### Südwestlicher Stadtkern 5
| Bild           | Bezeichnung | Lage                                                                     | Beschreibung | Bauzeit | Objekt-Nr. |
| -------------- | --- | ------------------------------------------------------------------------ | --- | ------- | ---------- |
| weitere Bilder | Südwestlicher Stadtkern 5 Gesamtanlage Höhenweg, Friedhof, bis zur Höhe des Spielplatzes an der Höhenstraße        | Grünanlage am Höhenweg südlich Boynebruger Tor, Friedhof Lage            | Die heutige Grünanlage war von 1854 bis 1878 ein Friedhof, es befinden sich dort ein historischer Grabstein und ein Kriegerdenkmal des 1. und 2. Weltkrieges. 1978 wurde südlich ein neuer Friedhof angelegt. Am nördlichen Friedhofseingang befinden sich historische Grabsteine. |         | 39656 DDB  |
| weitere Bilder | Südwestlicher Stadtkern 5 Gesamtanlage Höhenweg, Nördliche Straßenrandbebauung von Haus Nr. 2 bis Haus Nr. 36      | Höhenweg 2-36, gerade Hausnummern Lage                                   | |         | 39658 DDB  |
| weitere Bilder | Südwestlicher Stadtkern 5 Gesamtanlage Arbeitersiedlung am Höhenweg                                                | Höhenweg, Stendellstraße, Albertstraße, Römheldstraße, Walterstraße Lage | |         | 39657 DDB  |
| weitere Bilder | Südwestlicher Stadtkern 5 Gesamtanlage Luisenstraße, Südöstliche Randbebauung der Luisenstraße von Hausnummer 1-19 | Luisenstraße 1-19, ungerade Nummern Lage                                 | |         | 39659 DDB  |
| weitere Bilder | Jüdischer Friedhof                                                                                                 | Elsa-Brandström-Straße Lage                                              | |         | 39660 DDB  |
| weitere Bilder | Friedhofskapelle                                                                                                   | Höhenweg Lage                                                            | |         | 39661 DDB  |
| weitere Bilder | Wohnhaus | Höhenweg 3 Lage                                                          | |         | 39662 DDB  |
| weitere Bilder | Fachwerkhaus | Höhenweg 12 Lage                                                         | |         | 39663 DDB  |
| Gartenhaus     | Gartenhaus | Höhenweg 12a Lage                                                        | |         | 39664 DDB  |
| weitere Bilder | Villa Luisenstraße 19                                                                                              | Luisenstraße 19 LageFlur: 52, Flurstück: 137/1                           | |         | 39665 DDB  |

### Westlicher Stadtkern 6
| Bild           | Bezeichnung                                             | Lage | Beschreibung | Bauzeit | Objekt-Nr. |
| -------------- | ------------------------------------------------------- | --- | --- | ------- | ---------- |
| weitere Bilder | Gesamtanlage An den Anlagen                             | An den Anlagen 2-18, gerade Hausnummern Lage                                                                                             | Westliche Randbebauung An den Anlagen von Haus 2 bis Haus 18                                                              |         |            |
| weitere Bilder | Gesamtanlage Goldbachstraße                             | Goldbachstraße 6-14, gerade Hausnummern Lage                                                                                             | Nördliche Randbebauung der Goldbachstraße von Haus 6 bis Haus 14                                                          |         | 39667 DDB  |
| weitere Bilder | Gesamtanlage Südwestliche Randbebauung der Luisenstraße | Luisenstraße von Haus 25 bis Haus 35, ungerade Nummern Lage                                                                              | |         | 39668 DDB  |
| weitere Bilder | Gesamtanlage Reichensächser Straße                      | Reichensächser Straße (Bundesstraße 452) auf der Südseite von Haus 3 bis Haus 31, auf der Nordseite von Haus 4 bis 20 und 26 bis 36 Lage | |         | 39669 DDB  |
| weitere Bilder | Gesamtanlage Wolfsgraben                                | Wolfsgraben 1-13, Obere Friedensstraße 19, 20 Lage                                                                                       | Westliche und östliche Randbebauung des Wolfsgrabens von Haus 1 bis Haus 13 sowie Obere Friedensstraße von Haus 19 bis 20 |         | 39670 DDB  |
| weitere Bilder | Wohnhaus, auch Löwenburg genannt                        | An den Anlagen 2 LageFlur: 52, Flurstück: 67/3                                                                                           | |         | 39671 DDB  |
| weitere Bilder | Mehrfamilienhaus                                        | An den Anlagen 4 LageFlur: 52, Flurstück: 66/1                                                                                           | |         | 39672 DDB  |
| weitere Bilder | Fachwerkwohnhaus                                        | An den Anlagen 8 LageFlur: 52, Flurstück: 64/1                                                                                           | |         | 39673 DDB  |
| weitere Bilder | Wohnhaus                                                | An den Anlagen 8a LageFlur: 52, Flurstück: 63/1                                                                                          | |         | 39674 DDB  |
| weitere Bilder | Wohnhaus                                                | An den Anlagen 8b LageFlur: 52, Flurstück: 63/3                                                                                          | |         | 39675 DDB  |
| weitere Bilder | Fachwerkwohnhaus                                        | An den Anlagen 10 LageFlur: 52, Flurstück: 62/3                                                                                          | |         | 39676 DDB  |
| weitere Bilder | Villa                                                   | An den Anlagen 10a LageFlur: 52, Flurstück: 61/7                                                                                         | |         | 39677 DDB  |
| weitere Bilder | Doppelwohnhaus                                          | An den Anlagen 12 LageFlur: 52, Flurstück: 59/4                                                                                          | |         | 39678 DDB  |
| weitere Bilder | Doppelwohnhaus                                          | An den Anlagen 14 LageFlur: 52, Flurstück: 59/3                                                                                          | |         | 39678 DDB  |
| weitere Bilder | Villa                                                   | An den Anlagen 20 LageFlur: 52, Flurstück: 54/1                                                                                          | |         | 39680      |
| weitere Bilder | Wohnhaus                                                | Bismarckstraße 3 LageFlur: 52, Flurstück: 65/1                                                                                           | |         | 39679 DDB  |
| weitere Bilder | Feuerwache                                              | Bismarckstraße 12/14 LageFlur: 52, Flurstück: 26/1                                                                                       | |         | 39681 DDB  |
| weitere Bilder | Wohnhaus Goldbachstraße 6                               | Goldbachstraße 6 LageFlur: 52, Flurstück: 47/3                                                                                           | |         | 39682 DDB  |
| weitere Bilder | Wohnhaus                                                | Goldbachstraße 7 LageFlur: 52, Flurstück: 100/1                                                                                          | |         | 39683 DDB  |
| weitere Bilder | Villa                                                   | Goldbachstraße 10 LageFlur: 52, Flurstück: 46/4                                                                                          | |         | 39684 DDB  |
| weitere Bilder | Villa                                                   | Goldbachstraße 12 LageFlur: 52, Flurstück: 45/3                                                                                          | |         | 39685 DDB  |
| weitere Bilder | Behördengebäude                                         | Goldbachstraße 12a LageFlur: 52, Flurstück: 43/2                                                                                         | |         | 39686 DDB  |
| weitere Bilder | Villa                                                   | Goldbachstraße 14 LageFlur: 52, Flurstück: 32/1, 35/1                                                                                    | |         | 39687 DDB  |
| weitere Bilder | Wohnhaus                                                | Luisenstraße 14 LageFlur: 52, Flurstück: 97/2                                                                                            | |         | 39688 DDB  |
| weitere Bilder | Fachwerkwohnhaus                                        | Luisenstraße 25 LageFlur: 52, Flurstück: 106/9                                                                                           | |         | 39689 DDB  |
| weitere Bilder | Doppelwohnhaus                                          | Luisenstraße 27/29 LageFlur: 52, Flurstück: 105/1, 105/2                                                                                 | |         | 39690 DDB  |
| weitere Bilder | Villa                                                   | Obere Friedenstraße 19 Lage | |         | 39692 DDB  |
| weitere Bilder | Wohnhaus                                                | Obere Friedenstraße 20 Lage | |         | 39691 DDB  |
| weitere Bilder | Wohnhaus                                                | Pontanistraße 5 LageFlur: 29, Flurstück: 12/1                                                                                            | |         | 39693 DDB  |
| weitere Bilder | Wohnhaus                                                | Reichensächser Straße 7 LageFlur: 52, Flurstück: 22/1                                                                                    | |         | 39694 DDB  |
| weitere Bilder | Mehrfamilienhaus                                        | Reichensächser Straße 11 LageFlur: 52, Flurstück: 21/1                                                                                   | |         | 39695 DDB  |
| weitere Bilder | Wohnhaus                                                | Reichensächser Straße 12 Lage | |         | 39696 DDB  |
| weitere Bilder | Mehrfamilienhaus                                        | Reichensächser Straße 13 LageFlur: 52, Flurstück: 21/2                                                                                   | |         | 39698 DDB  |
| weitere Bilder | Mehrfamilienhaus                                        | Reichensächser Straße 14 Lage | |         | 39697 DDB  |
| weitere Bilder | Wohnhaus                                                | Reichensächser Straße 15 LageFlur: 52, Flurstück: 20/2                                                                                   | |         | 39699 DDB  |
| weitere Bilder | Mehrfamilienhaus                                        | Reichensächser Straße 16 Lage | |         |            |
| weitere Bilder | Villa                                                   | Reichensächser Straße 19 LageFlur: 52, Flurstück: 18/3                                                                                   | |         | 39700 DDB  |
| weitere Bilder | Landeszentralbank                                       | Reichensächser Straße 19a LageFlur: 52, Flurstück: 17/4                                                                                  | |         | 39701 DDB  |
| weitere Bilder | Sachgesamtheit Villa Brill mit Nebengebäuden und Garten | Reichensächser Straße 21 LageFlur: 30, Flurstück: 4/4                                                                                    | |         | 39702 DDB  |
| weitere Bilder | Villa                                                   | Reichensächser Straße 23 LageFlur: 30, Flurstück: 6/3                                                                                    | |         | 39703 DDB  |
| weitere Bilder | Villa                                                   | Reichensächser Straße 31 LageFlur: 29, Flurstück: 17/4                                                                                   | |         | 39704 DDB  |
| weitere Bilder | Villa                                                   | Reichensächser Straße 36 LageFlur: 28, Flurstück: 36/2                                                                                   | |         | 39705 DDB  |
| weitere Bilder | Wohnhaus                                                | Wolfsgraben 1 Lage | |         | 39706 DDB  |
| weitere Bilder | Mehrfamilienhaus                                        | Wolfsgraben 3 Lage | |         | 39707 DDB  |
| weitere Bilder | Mehrfamilienhaus                                        | Wolfsgraben 7 Lage | |         | 39708 DDB  |
| weitere Bilder | Mehrfamilienhaus                                        | Wolfsgraben 8 Lage | |         | 39709 DDB  |

### Nordwestlicher Stadtkern 7
| Bild           | Bezeichnung                                                      | Lage | Beschreibung | Bauzeit   | Objekt-Nr. |
| -------------- | ---------------------------------------------------------------- | --- | ------------ | --------- | ---------- |
| weitere Bilder | Nordwestlicher Stadtkern 7 Gesamtanlage Friedrich-Wilhelm-Straße | Nördliche Randbebauung von Haus Nr. 3 bis Haus Nr. 23 und südliche Randbebauung von Haus Nr. 4 bis Haus Nr. 54, Moritz Werner Straße 2 + 4 Lage             |              |           | 39711 DDB  |
| weitere Bilder | Nordwestlicher Stadtkern 7 Gesamtanlage Niederhoner Straße       | Südliche Randbebauung von Bahnhofstraße Haus Nr. 12 bis einschließlich Eckgebäude Schillerstraße 2 Lage                                                     |              |           | 39710 DDB  |
| weitere Bilder | Nordwestlicher Stadtkern 7 Gesamtanlage Schillerstraße           | Verbindungsstraße zwischen Friedrich-Wilhelm Straße und Lessingstraße, deren westliche Randbebauung mit Haus Nr. 8-18 als Gesamtanlage ausgewiesen ist Lage |              |           | 39712 DDB  |
| weitere Bilder | Doppelwohnhaus                                                   | Bahnhofstraße 7/9 LageFlur: 53, Flurstück: 3, 5/2 |              |           | 39714 DDB  |
| weitere Bilder | Ehemalige Weberei                                                | Bahnhofstraße 9a LageFlur: 53, Flurstück: 5/2 |              |           | 39715 DDB  |
| weitere Bilder | Doppelwohnhaus                                                   | Bahnhofstraße 21/23 LageFlur: 53, Flurstück: 22/6, 22/4 |              |           | 39716 DDB  |
| weitere Bilder | Mehrfamilienhaus                                                 | Bahnhofstraße 22 LageFlur: 53, Flurstück: 36/1 |              |           | 39717 DDB  |
| weitere Bilder | Ehemaliges Fabrikgebäude und Hintergebäude                       | Bahnhofstraße 26 LageFlur: 53, Flurstück: 29/2 |              |           | 39718 DDB  |
| weitere Bilder | Friedrich-Wilhelm-Schule                                         | Bahnhofstraße 28 LageFlur: 52, Flurstück: 1/12 |              |           | 39719 DDB  |
| weitere Bilder | Bankhaus                                                         | Bahnhofstraße 28a LageFlur: 52, Flurstück: 1/9 |              |           | 39720 DDB  |
| weitere Bilder | Villa                                                            | Bahnhofstraße 29 LageFlur: 52, Flurstück: 1/18 |              |           | 39721 DDB  |
| weitere Bilder | Mehrfamilienhaus                                                 | Friedrich-Wilhelm-Straße 6 LageFlur: 53, Flurstück: |              |           | 39723 DDB  |
| weitere Bilder | Wohnhaus                                                         | Friedrich-Wilhelm-Straße 8 LageFlur: 53, Flurstück: |              |           | 39724 DDB  |
| weitere Bilder | Wohnhaus                                                         | Friedrich-Wilhelm-Straße 9 LageFlur: 53, Flurstück: 51/2 |              |           | 39725 DDB  |
| weitere Bilder | Fachwerkhaus                                                     | Friedrich-Wilhelm-Straße 10 LageFlur: 53, Flurstück: 82 |              |           | 39726 DDB  |
| weitere Bilder | Mehrfamilienhaus                                                 | Friedrich-Wilhelm-Straße 12 LageFlur: 53, Flurstück: 83/1                                                                                                   |              |           | 39727 DDB  |
| weitere Bilder | Wohnhaus                                                         | Friedrich-Wilhelm-Straße 21 LageFlur: 53, Flurstück: |              |           | 39728 DDB  |
| weitere Bilder | Mehrfamilienhaus                                                 | Friedrich-Wilhelm-Straße 24 LageFlur: 53, Flurstück: 103 |              |           | 39729 DDB  |
| weitere Bilder | Spiegelsaal                                                      | Friedrich-Wilhelm-Straße 24a LageFlur: 53, Flurstück: |              |           | 39731 DDB  |
| weitere Bilder | Großbürgerhaus                                                   | Friedrich-Wilhelm-Straße 24a LageFlur: 53, Flurstück: 118                                                                                                   |              |           | 39730 DDB  |
| weitere Bilder | Ehemaliges Gesellschaftshaus „Casino“                            | Friedrich-Wilhelm-Straße 26 LageFlur: 53, Flurstück: 115/4                                                                                                  |              |           | 39732 DDB  |
| weitere Bilder | Wohnhaus                                                         | Friedrich-Wilhelm-Straße 32 LageFlur: 53, Flurstück: 122 |              |           | 39733 DDB  |
| weitere Bilder | Sachgesamtheit katholische Kirche                                | Friedrich-Wilhelm-Straße 34, 36 und Moritz-Werner-Straße 2,4 LageFlur: 53, Flurstück:                                                                       |              |           | 39734 DDB  |
| weitere Bilder | Ehemalige katholische Schule                                     | Friedrich-Wilhelm-Straße 34 LageFlur: 53, Flurstück: 123 |              |           | 39734 DDB  |
| weitere Bilder | Pfarrhaus der katholischen Gemeinde                              | Friedrich-Wilhelm-Straße 36 LageFlur: 53, Flurstück: 124 |              |           | 39735 DDB  |
| weitere Bilder | Amtsgericht                                                      | Friedrich-Wilhelm-Straße 39 LageFlur: 52, Flurstück: 1/22                                                                                                   |              | 1905-1907 | 39722 DDB  |
| weitere Bilder | Wohnhaus                                                         | Friedrich-Wilhelm-Straße 46 LageFlur: 52, Flurstück: 7/22                                                                                                   |              |           | 39736 DDB  |
| weitere Bilder | Ehemaliges Hotel Löwenstein                                      | Friedrich-Wilhelm-Straße 52 LageFlur: 52, Flurstück: 7/4 |              |           | 39737 DDB  |
| weitere Bilder | Postamt                                                          | Friedrich-Wilhelm-Straße 54 LageFlur: 52, Flurstück: 8/1 |              |           | 39738 DDB  |
| weitere Bilder | Sachgesamtheit ehemalige Hochhutsche Schuhfabrik                 | Goethestraße 2/4/6 Lage |              |           | 39739 DDB  |
| weitere Bilder | Eckwohnhaus                                                      | Hindenlangstraße 1a Lage |              |           | 39740 DDB  |
| weitere Bilder | Behördenhaus                                                     | Max-Woelm-Straße 5/7 LageFlur: 53, Flurstück: 73/5 |              |           | 39741 DDB  |
| weitere Bilder | Katholische Kirche                                               | Moritz-Werner-Straße 2 Lage |              |           | 39742 DDB  |
| weitere Bilder | Schwesternhaus                                                   | Moritz-Werner-Straße 4 Lage |              |           | 39743 DDB  |
| weitere Bilder | Doppelwohnhaus                                                   | Schillerstraße 1/Lessingstraße 15 LageFlur: 26, Flurstück: 13/4, 14/3                                                                                       |              |           | 39744 DDB  |
| weitere Bilder | Wohnhaus                                                         | Schillerstraße 8 Lage |              |           | 39745 DDB  |
| Wohnhaus       | Wohnhaus                                                         | Schillerstraße 12 Lage |              |           | 39746 DDB  |
| weitere Bilder | Eckwohnhaus                                                      | Schillerstraße 18 Lage |              |           | 39747 DDB  |
| weitere Bilder | Wohnhaus                                                         | Stresemannstraße 7 Lage |              |           | 39748 DDB  |

### Nordwestlicher Stadtbereich 8
| Bild            | Bezeichnung | Lage                                                | Beschreibung | Bauzeit | Objekt-Nr. |
| --------------- | --- | --------------------------------------------------- | ------------ | ------- | ---------- |
| weitere Bilder  | Nordwestlicher Stadtbereich 8 Gesamtanlage Niederhoner Straße, Teilbereich der Niederhoner Straße in Höhe der Bahnhofsanlage vom Haus Nr. 22 bis 34 | Niederhoner Straße Lage                             |              |         | 39749 DDB  |
| weitere Bilder  | Bahnhof Empfangsgebäude | Am Bahnhof 2 LageFlur: 54, Flurstück: 95/22,        |              |         | 39750 DDB  |
| Bild gesucht BW | Bahnhof Nebengebäude | Am Bahnhof 2a LageFlur: 54, Flurstück: 95/34        |              |         | 39750 DDB  |
| Bild gesucht BW | Lokomotivhalle mit Ruine und jüngerem Anbau | Am Bahnhof 8 LageFlur: 2, Flurstück: 150/23, 150/55 |              |         | 39751 DDB  |
| weitere Bilder  | Doppelhausvilla | Georgstraße 3/5 LageFlur: 54, Flurstück: 71/1, 70/2 |              |         | 39753 DDB  |
| weitere Bilder  | Mehrfamilienhaus | Niederhoner Straße 6 LageFlur: 54, Flurstück: 55/1  |              |         | 39754 DDB  |
| weitere Bilder  | Ehemaliges Stabsgebäude | Niederhoner Straße 44 LageFlur: 2, Flurstück: 129/1 |              |         | 39755 DDB  |
| weitere Bilder  | Villa | Stedigsrain 1 LageFlur: 54, Flurstück: 47/2         |              |         | 39756 DDB  |
| weitere Bilder  | Fabrikgebäude | Stedigsrain LageFlur: 54, Flurstück: 33/5           |              |         | 39756 DDB  |

### Westlicher Stadtbereich 9
| Bild                                                              | Bezeichnung                                                       | Lage | Beschreibung | Bauzeit | Objekt-Nr. |
| ----------------------------------------------------------------- | ----------------------------------------------------------------- | --- | ------------ | ------- | ---------- |
| Westlicher Stadtbereich 9 Gesamtanlage Bernhard-Engelhardt-Straße | Westlicher Stadtbereich 9 Gesamtanlage Bernhard-Engelhardt-Straße | Bernhard-Engelhardt-Straße Haus Nr. 1/3, 5/7, 9/11 LageFlur: 24, Flurstück: 44/1, 44/2, 44/3, 44/4, 44/5, 44/6 |              |         | 39757 DDB  |
| Westlicher Stadtbereich 9 Gesamtanlage Ottostraße                 | Westlicher Stadtbereich 9 Gesamtanlage Ottostraße                 | Südliche Randbebauung der Ottostraße Lage                                                                      |              |         | 39758 DDB  |
| Westlicher Stadtbereich 9 Gesamtanlage Pestalozzistraße           | Westlicher Stadtbereich 9 Gesamtanlage Pestalozzistraße           | Westliche und östliche Randbebauung der Pestalozzistraße von Haus Nr. 1-12 Lage                                |              |         | 39759 DDB  |
| Villa                                                             | Villa                                                             | Am Dornbusch 1 LageFlur: 3, Flurstück: 22/4, 23/1                                                              |              |         | 39760 DDB  |

### Stadtrandbereich
| Bild                                    | Bezeichnung                                                            | Lage | Beschreibung | Bauzeit | Objekt-Nr. |
| --------------------------------------- | ---------------------------------------------------------------------- | --- | --- | ------- | ---------- |
| Direkt Bild zu diesem Denkmal hochladen | Grenzstein 14                                                          | Am Kleinen Leuchtberg Flur: 10, Flurstück: 289/1 | |         | 39983 DDB  |
| Direkt Bild zu diesem Denkmal hochladen | Grenzsteine                                                            | Alte Mühlhäuser Straße Flur: 21, 58, Flurstück: 106, 8/6 | Zwei Grenzsteine (Privatjagt Stadt Eschwege / Herrschaftliche Kopplungsjagt mit Eschwege) mit Jahreszahlen 1816 |         | 39977 DDB  |
| Bild gesucht BW                         | Wilhelm-Kalden-Gedenkstein                                             | Am Wacholderweg LageFlur: 61, Flurstück: 5/1 | |         | 39972 DDB  |
| Direkt Bild zu diesem Denkmal hochladen | Grenzstein 4, 5                                                        | An der Steinliethe Flur: 12, 13, Flurstück: 251, 179 | Zwei Grenzsteine der Abtei Hersfeld |         | 39981 DDB  |
| Bild gesucht BW                         | Erinnerungsstein „Karls-Ruh“                                           | An der Wegscheide LageFlur: 64, Flurstück: 102 | Gedenkstein für den Gastwirtsbesitzer Karl Holzapfel |         | 39973 DDB  |
| Direkt Bild zu diesem Denkmal hochladen | Grenzstein 13                                                          | Auf dem Hopfenberg Flur: 12, Flurstück: 220/5 | |         | 39982 DDB  |
| Direkt Bild zu diesem Denkmal hochladen | Grenzstein 12                                                          | Auf dem Hopfenberg Flur: 12, Flurstück: 225 | |         | 39980 DDB  |
| Direkt Bild zu diesem Denkmal hochladen | Grenzsteine                                                            | Aufm Hundsrück, Im Ungeheuer, Im Spittelsloch, Im Rosental, Auf dem Kaff, Am Vorhorn, Am Sommerberg, Am Schmiedegraben, Am Markskopf, Am Lotzenkopf, Am Hinteren Johannesrain, Am Eselsstieg Flur: 58, Flurstück: 8/1 | Grenzsteine des ehemaligen Augustinerklosters in Eschwege |         | 39974 DDB  |
| Bild gesucht BW                         | Wegweiser                                                              | Beim Försterhause LageFlur: 65, Flurstück: 1/3 | |         | 39971 DDB  |
| weitere Bilder                          | Bismarckturm                                                           | Bismarckturm LageFlur: 8, Flurstück: 3/2 | |         | 39767 DDB  |
| Erdwerk „Am Galgen“                     | Erdwerk „Am Galgen“                                                    | Galgen LageFlur: 22, Flurstück: 191/1 | Der kreisförmig erhöhte Lindenplatz, mit einem Durchmesser von rund 15 m, wird von einem Ringwall umgeben, der vermutlich um 1000 v. Chr. entstand. Möglicherweise war der Bereich auch Standort einer frühmittelalterlichen Turmburg , wie sie auch an anderen Stellen um Eschwege errichtet wurden. Die Flurbezeichnung „Am Galgen“ bekam der Bereich wegen eines früher hier befindlichen Gerichtsplatzes, auf der im Oktober 1852 die letzte Hinrichtung stattfand. Die Stätte ist ein Natur- und Geschichtsdenkmal wegen ihrer geschichtlichen Bedeutung. |         | 39969 DDB  |
| weitere Bilder                          | Schäferhalle                                                           | Großer Leuchtberg LageFlur: 8, Flurstück: 110/2, 3/2 | |         | 39762 DDB  |
| Bild gesucht BW                         | Ehemalige Leuchtberghalle                                              | Großer Leuchtberg LageFlur: 8, Flurstück: 4/1 | |         | 39766 DDB  |
| Spangenbergbrunnen                      | Spangenbergbrunnen                                                     | Großer Leuchtberg LageFlur: 8, Flurstück: 3/2 | |         | 39763 DDB  |
| Bild gesucht BW                         | Bonifatiusstein                                                        | Großer Leuchtberg LageFlur: 8, Flurstück: 3/2 | |         | 39966 DDB  |
| Wasserbehälter                          | Wasserbehälter                                                         | Im Himmelreich LageFlur: 4, Flurstück: 101/7 | |         | 39761 DDB  |
| Bild gesucht BW                         | Schneiderstein am Lotzenkopf auch 'Schneiderstein am Hunsrück' genannt | Im Spittelsloch LageFlur: 2, Flurstück: 111 | Steinkreuz |         | 39975 DDB  |
| Bild gesucht BW                         | Sachgesamtheit Leuchtbergstraße 40                                     | Leuchtbergstraße 40 LageFlur: 8, Flurstück: 120/1 | Gaststätte mit Felsenkeller und Grünanlagen |         | 39765 DDB  |
| Bild gesucht BW                         | Domäne Vogelsburg                                                      | Vogelsburg LageFlur: 19, Flurstück: 44, 48, 49 | |         | 39764 DDB  |
| Direkt Bild zu diesem Denkmal hochladen | Grenzsteine                                                            | Alte Mühlhäuser Straße | Zwischen dem Großen Leuchtberg und der Blauen Kuppe befinden sich sieben Grenzsteine (Fürstentum Hessen-Rothenburg / Kurfürstentum Hessen) mit Jahreszahlen 1821 und 1825 |         |            |
| Direkt Bild zu diesem Denkmal hochladen | Grenzstein 1                                                           | Vorm Hundsrück Flur: 21, Flurstück: 105 | |         | 39978 DDB  |

### Ehemalige Kulturdenkmäler
| Bild            | Bezeichnung                                        | Lage                                                | Beschreibung                                    | Bauzeit | Daten |
| --------------- | -------------------------------------------------- | --------------------------------------------------- | ----------------------------------------------- | ------- | ----- |
| Bild gesucht BW | Ehemalige Kreuzkirche                              | Eschwege, Augustastraße 34 Lage                     |                                                 |         |       |
| Bild gesucht BW | Felsenkeller der ehemaligen Brauerei am Leuchtberg | Eschwege, Cyriakusstraße 28–44 Lage                 |                                                 |         |       |
| Bild gesucht BW | Wohnhaus                                           | Eschwege, Herrengasse 1 LageFlur: 50, Flurstück: 98 | Ehemals Einzeldenkmal jetzt Gesamtanlagenobjekt |         |       |

### Abgegangene Kulturdenkmäler
| Bild            | Bezeichnung | Lage                                                            | Beschreibung | Bauzeit | Daten |
| --------------- | ----------- | --------------------------------------------------------------- | ------------ | ------- | ----- |
| Bild gesucht BW | Wohnhaus    | Eschwege Altstadt, Friedenstraße 3 LageFlur: 50, Flurstück: 273 | abgerissen   |         |       |
| Bild gesucht BW | Wohnhaus    | Eschwege Altstadt, Schildgasse 2 LageFlur: 50, Flurstück: 30/1  | abgerissen   |         |       |